# Ejnar Ask
Ejnar Ask (även omskriven som Einar Ask) född 6 juni 1909, död 23 januari 1982, var en svensk bandyspelare. Ask verkade som elitbandyspelare från 1925 till 1952. Han blev känd som pålitlig målgörare med ett hårt skott, och hans ungefär 700 tävlingsmatcher resulterade i över 2 000 mål.

## Biografi
Ejnar Ask föddes i Harnäs, det vill säga det legendariska SK Tirfings hemort. Familjen flyttade dock till Forsbacka när Einar var fyra år. Som 14-åring började han i Forsbackas juniorlag, och 1925 gjorde han debut i A-laget.
Ejnar Ask blev svensk mästare i bandy vid tre tillfällen. Efter guld med IFK Uppsala 1933 återkom han med ytterligare två SM-guld 1945 och 1946 med Sandvikens AIK.Uppsala 1933 och med Sandvikens AIK 1945 och 1946. Han spelade totalt tolv eller 13 A-landskamper.

## I siffror
- Klubbar: Forsbacka IK 1925–1930, IFK Uppsala 1931–1934, Sandvikens AIK 1935–1952
- Position: centerforward, högerinner
- SM-finaler: 7 + 2 omspel (1933–1934, 1940–1941, 1945–1946, 1950) + (1933, 1946)
- SM-guld: 3 (1933, 1945–1946)
- Allsvensk skyttekung: 1934 och 1949
- Landskamper: 13
- Landskampsmål: 23
- Stor grabb: Nr 14

## Källhänvisningar
1. 1 2 3  "4. Ejnar Ask". Arkiverad 31 december 2014 hämtat från the Wayback Machine. Hall of Fame. Läst 31 december 2014.
2. 1 2 3  "Einar Ask". NE.se. Läst 31 december 2014.
3. ↑  Ulf Ivar Nilsson (2011-03-20): "Ingen sköt hårdare än Einar Ask". Arkiverad 31 december 2014 hämtat från the Wayback Machine. Arbetarbladet.se. Läst 31 december 2014.
4. ↑  "Fakta om EA". Arkiverad 31 december 2014 hämtat från the Wayback Machine. Ejnar Ask-sällskapet. Läst 31 december 2014.